# 이분음표

이분음표와 이분쉼표

2분음표(문화어: 이분소리표; 영어: half note, minim)는 음표 중의 하나로, 온음표의 절반 길이로, 2박을 소리낸다.
온음표에 기둥을 붙이면, 2분음표가 된다.

## 같이 보기
- 악상 기호